# Pascal Lino
Pascal Lino (ur. 13 sierpnia 1966 w Sartrouville) – francuski kolarz torowy i szosowy, brązowy medalista torowych mistrzostw świata.

## Kariera
Pierwszy sukces w karierze Pascal Lino osiągnął w 1987 roku, kiedy zdobył brązowy medal w wyścigu punktowym amatorów podczas mistrzostw świata w Wiedniu. W wyścigu tym wyprzedzili go jedynie Marat Ganiejew z ZSRR oraz Uwe Messerschmidt z RFN. Rok później brał udział w igrzyskach olimpijskich w Seulu, gdzie wraz z kolegami z reprezentacji zajął czwarte miejsce w drużynowym wyścigu na dochodzenie, a w wyścigu punktowym był siódmy. Przez większość kariery Lino startował głównie w wyścigach szosowych, wygrywając między innymi: Coupe de France i Paryż-Camembert w 1988 roku oraz Tour de l’Avenir w 1989 roku. W 1992 roku zajął piąte miejsce w klasyfikacji generalnej Tour de France, a dwa lata później był czternasty w Vuelta a España. W 1988 roku zdobył też złoty medal szosowych mistrzostw kraju w drużynowej jeździe na czas.